# Gindinarri
Gindinarri war eine Siedlung während der frühchristlichen Zeit am Nil im heutigen Süden Ägyptens. Die Reste einer ungewöhnlichen Doppelkirche wurden freigelegt, bevor der Ort 1964/65 vollständig im ansteigenden Nassersee unterging.

## Lage
Ğindinārri lag am linken, westlichen Ufer des Nil zwischen dem 1. und 2. Katarakt, in der Nähe von Abu Simbel, wenige Kilometer südwestlich der frühchristlichen Siedlung Tamit und etwa 70 Kilometer vom sudanesischen Grenzort Wadi Halfa entfernt. Etwas flussabwärts stand am östlichen Flussufer die kleine Kirche von Kaw. Die Kirche lag am westlichen Ende eines größeren Wohnviertels.

## Forschungsgeschichte
Die Kirche wurde erstmals 1932 von Ugo Monneret de Villard beschrieben, der im Auftrag der ägyptischen Altertumsbehörde und mit Unterstützung des italienischen Außenministeriums Grabungen in Unternubien durchführte. Im Rahmen der 1960 begonnenen UNESCO-Rettungsaktion kurz vor der Überflutung der meisten antiken Stätten nahm Williams Yewdale Adams Ğindinārri in seine Kategorisierung der betroffenen Kirchenruinen auf. Im Februar 1964 vermaßen Friedrich Wilhelm Deichmann, Erich Dinkler, Peter Grossmann und andere Mitglieder des Deutschen Archäologischen Instituts während einer kurzen Reise durch Unternubien einige Details der Kirche.

## Kirche
Der Hauptbau der Kirche entsprach dem üblichen Grundplan nubischer Dorfkirchen. 1964 standen noch größere Teile der Außenwände aus Lehmziegeln bis zum Ansatz des Deckengewölbes aufrecht. Das dreischiffige Gebäude bildete ein Rechteck von etwa 13 × 8 Meter mit den Eingängen im westlichen Teil der beiden Längswände. Die östlichen Nebenräume waren durch einen Durchgang hinter der halbrunden Apsis miteinander verbunden. Die Zugänge zu diesen Räumen waren dicht an die Außenwände versetzt, die südliche Tür war wie bei der Flusskirche von Kaw etwas breiter. Von den drei Nebenräumen entlang der Westwand stand der mittlere Raum zum Kirchenschiff (Naos) offen. Von hier gelangte man durch Türen in die äußeren westlichen Nebenräume. Eine dreiläufige Treppe mit Viertelpodesten führte im nordwestlichen Raum auf das Dach. Abzüglich der Nebenräume zu beiden Seiten verblieb in der Mitte ein nahezu quadratischer Betraum, der von vier Pfeilern mit quadratischem Querschnitt in neun gleich große Segmente unterteilt wurde. Der nordwestliche Pfeiler war verschwunden, die übrigen drei standen in den 1960er Jahren noch aufrecht. Gegenüber den Pfeilern dienten an den Längswänden Pilaster als Vorlagen für Gurtbögen, die wie bei der Raphaelskirche von Tamit gitterförmig über dem Kirchenschiff die Deckenkonstruktion bildeten. An der Altarwand und den westlichen Zwischenwänden fehlten – im Gegensatz zu Tamit –  die vorkragenden Wandvorlagen.
An den Längswänden befanden sich jeweils in der Mitte der Raumfelder Wandnischen und darüber Schlitzfenster. In der Ostwand gab es nur ein Schlitzfenster im nördlichen Nebenraum, ein weiteres erhellte oberhalb einer schmalen Bank den südwestlichen Nebenraum von der Südseite und über einer Nische den mittleren Raum von der Westseite. Der Fußbodenbelag bestand aus rötlichen Sandsteinplatten, der Boden des Presbyterium war um eine Stufe erhöht. Zur Abgrenzung des für den Klerus reservierten Altarbereichs von der Gemeinde diente eine niedrige gemauerte Chorschranke (ḥiǧāb).
Die neun Felder des Naos wurden durch Halbkuppeln in regelmäßigen Ringschichten in der Bauart der nubischen Gewölbe überdeckt, entsprechend werden als Überdeckung der Nebenräume nubische Tonnengewölbe angenommen. Die Zentralkuppel dürfte etwas höher gewesen sein. Die Betonung der Raummitte hatte ihren Ursprung im byzantinischen Vierstützenbau; im Unterschied dazu war ebenso wie bei der Raphaelskirche von Tamit die Vorstellung von nach den vier Seiten sich ausbreitenden Kreuzarmen nur wenig ausgeprägt. Die im Gitter angeordneten Kuppelfelder waren von den späten ägyptischen Hallenkirchen abgeleitet. Wie bei der Südkirche von Ikhmindi und der Flusskirche von Kaw bildete ein relativ seltenes konisches Gewölbe die Decke über der Apsis. William Yewdale Adams datiert die Kirche ungefähr in das 11. Jahrhundert, Peter Grossman wegen der Dacharchitektur in das 13. Jahrhundert.
Zu einer späteren Zeit wurde im Norden eine etwa 4,5 Meter breite Seitenkapelle (Parakklesion) angebaut. Der Eingang befand sich auf der Höhe des bisherigen Eingangs im Westen der Nordseite. Westlich davon trennte eine Zwischenwand einen Nebenraum ab, der Hauptraum erhielt im Osten einen zweiten Altar in einer Rundapsis. Die Lage der Fenster konnte bei dem Anbau nicht ermittelt werden.
Bei der Doppelkirche in Tamit entstanden nach mehrmaligen Umbauten zwei an ihrer Längsseite miteinander verbundene Kirchen. Falls Bedarf für einen weiteren Altarraum bestand, wurde in Nubien grundsätzlich eine neue Kirche gebaut, der Anbau eines Parakklesion wie in Ğindinārri geschah sehr selten. Der für Nubien ungewöhnlichste Fall waren zwei Altäre in nebeneinanderliegenden Rundapsiden in der Friedhofskirche von ar-Ramal. Die Notwendigkeit für einen weiteren Altarraum ergab sich durch eine Vorschrift Gregor von Nyssas im 4. Jahrhundert, wonach die Liturgie nicht öfters als einmal pro Tag am selben Altar durchgeführt werden solle. Da in Ägypten zur selben Zeit der Neubau von Kirchen verboten war, führte dies im Unterschied zu Nubien zum Einbau von Altarapsiden in die bisherigen Nebenräume, so dass dort in der Spätphase des Kirchenbaus Doppelaltäre zur Regel wurden.